# Беркли-Спрингс
Беркли-Спрингс (англ. Berkeley Springs), официальное название Бат (англ. Bath) — город в штате Западная Виргиния, США. Он является окружным центром округа Морган. В 2010 году в городе проживало 624 человека. Беркли-Спрингс входит в метрополитенский статистический ареал Хейгерстауна.

## Географическое положение и транспорт
Беркли-Спрингс находится на северо-востоке штата Западная Виргиния. В городе находятся пять минеральных источников (наиболее известные Ферфакс и Джентльмен), с постоянной температурой воды 21°С. По данным Бюро переписи населения США город имеет общую площадь в 0,88 км².

## История

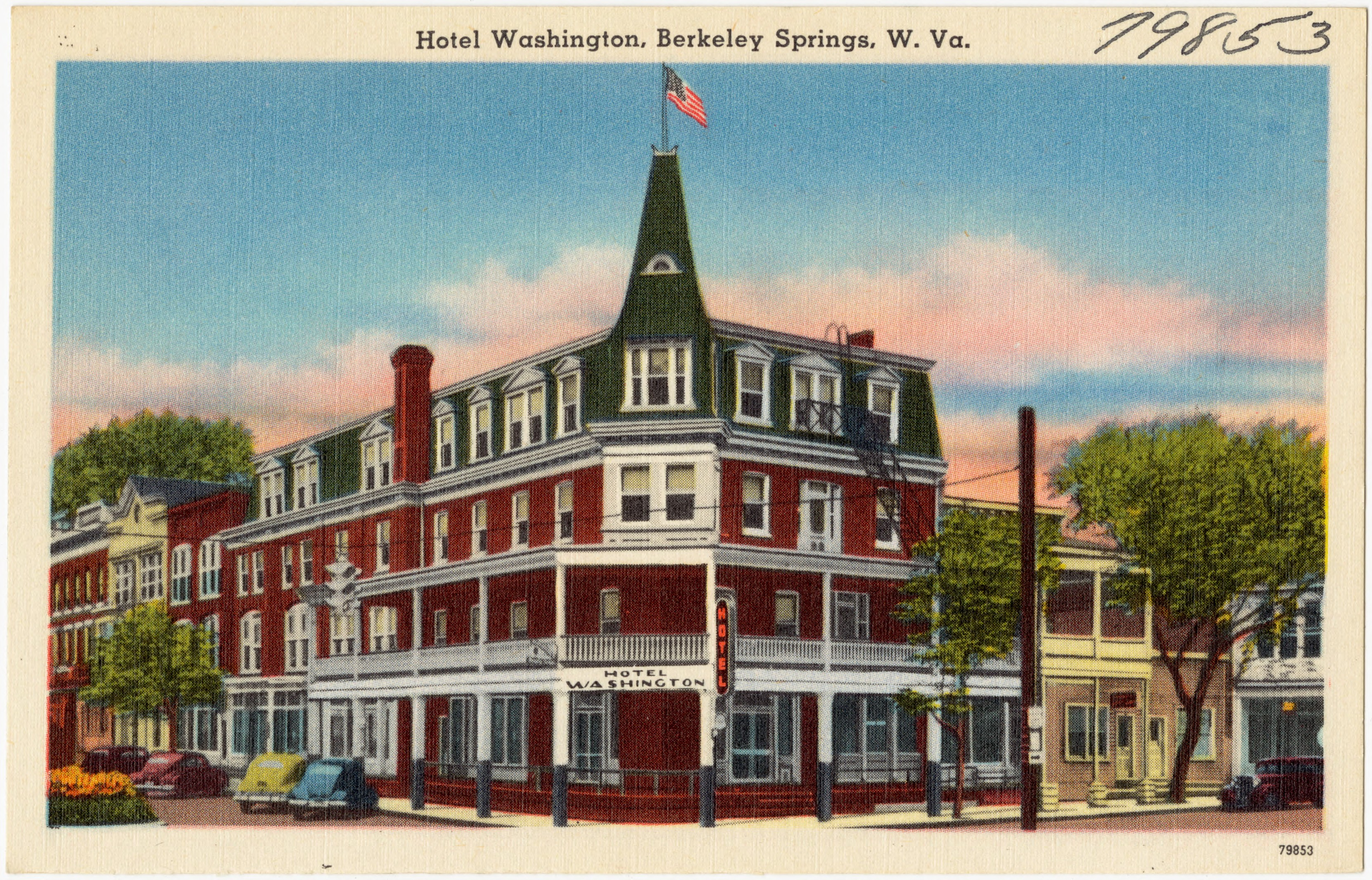
Отель Вашингтона

До освоения территории европейскими поселенцами, источники минеральной воды, возле которых затем был построен город, использовались индейцами тускарора, шауни, делавара, ирокезами, они верили, что источники — это дар Великого Духа. Около 1740-х годов несколько европейских семей поселились около источников, однако во время определения границ земель 6-го лорда Ферфакса, воды были включены в его владения. Беркли-Спрингс стал известным местом отдыха, после исследования земель лорда Ферфакса Джорджем Вашингтоном. Он часто посещал воды. Он убедил лорда оставить земли вокруг источников колонии Виргиния в 1756 году. В октябре 1775 года в Ассамблее Виргинии прошёл законопроект по которому создавался город около источников в округе Беркли. Город назвали Бат, в честь курорта в Англии.
Во время Американской революции город был пристанищем для раненых солдат, семей и беженцев. После войны Бат стал популярным местом отдыха, были построены здания, бани и отели. В начале XIX века почтовое отделение города сменило название на Беркли-Спрингс (официальное название не изменилось). К 1830-м годам в штате были построены другие курорты, и популярность города начала падать. В 1843 году через Беркли-Спрингс была проведена железная дорога Балтимора и Огайо, которая ускорила развитие города. Во время гражданской войны город несколько раз переходил от одной стороны к другой, многие здания были разрушены. После войны город стал центром встреч писателей и художников.
Современный Беркли-Спрингс известен парком штата, в котором расположены 3 источника минеральной воды.

## Население
По данным переписи 2010 года население Беркли-Спрингс составляло 624 человека (из них 47,8 % мужчин и 52,2 % женщин), было 314 домашних хозяйства и 158 семей. Расовый состав: белые — 96,5 %, коренные американцы — 0,5 %, азиаты — 0,3 % и представители двух и более рас — 1,8 %.
Из 314 домашних хозяйств 31,8 % представляли собой совместно проживающие супружеские пары (9,9 % с детьми младше 18 лет), в 14,6 % домохозяйств женщины проживали без мужей, в 3,8 % домохозяйств мужчины проживали без жён, 49,7 % не имели семьи. В среднем домашнее хозяйство вели 1,99 человека, а средний размер семьи — 2,74 человека.
Население города по возрастному диапазону распределилось следующим образом: 21,2 % — жители младше 18 лет, 2,4 % — между 18 и 21 годами, 52,0 % — от 21 до 65 лет и 19,9 % — в возрасте 65 лет и старше. Средний возраст населения — 42,9 года. На каждые 100 женщин приходилось 91,4 мужчины, при этом на 100 совершеннолетних женщин приходилось уже 85,7 мужчин сопоставимого возраста.
В 2014 году из 537 трудоспособных жителей старше 16 лет имели работу 307 человек. При этом мужчины имели медианный доход в 38 384 долларов США в год против 26 741 долларов среднегодового дохода у женщин. В 2014 году медианный доход на семью оценивался в 44 408 $, на домашнее хозяйство — в 34 688 $. Доход на душу населения — 21 273 $. 21,4 % от всего числа семей и 24,8 % от всей численности населения находилось на момент переписи за чертой бедности.
Динамика численности населения:
|  |

## Климат
По классификации климатов Кёппена климат Беркли-Спрингс относится к субтропическому муссонному (Cfa). Климат города характеризуется относительно высокими температурами и равномерным распределением осадков в течение года. Летом он находится под влиянием влажного, морского воздуха с океана. Лето обычно является более влажным, чем зима. Средняя температура в году — 11,6 °C, самый тёплый месяц — июль (средняя температура 23,2 °C), самый холодный — январь (средняя температура 0,1 °C). Среднее количество осадков в году 914,4 мм.
| Показатель                    | Янв. | Фев. | Март | Апр. | Май  | Июнь | Июль | Авг. | Сен. | Окт. | Нояб. | Дек. | Год  |
| ----------------------------- | ---- | ---- | ---- | ---- | ---- | ---- | ---- | ---- | ---- | ---- | ----- | ---- | ---- |
| Средний суточный максимум, °C | 5,7  | 6,6  | 11,8 | 18,5 | 24,2 | 28,4 | 30,7 | 29,7 | 26,3 | 20,4 | 12,8  | 6,3  | 18,4 |
| Средняя температура, °C       | 0,1  | 0,7  | 5,3  | 11,1 | 16,6 | 21,1 | 23,2 | 22,1 | 18,7 | 12,7 | 6,4   | 1,1  | 11,6 |
| Средний суточный минимум, °C  | −5,4 | −5,2 | −1,2 | 3,7  | 9    | 13,4 | 15,6 | 14,6 | 10,9 | 5    | 0,2   | −4,1 | 4,7  |
| Норма осадков, мм             | 60   | 58   | 90   | 72   | 82   | 96   | 91   | 91   | 70   | 65   | 67    | 72   | 916  |
| Источник: Погода и климат     |      |      |      |      |      |      |      |      |      |      |       |      |      |

## Достопримечательности

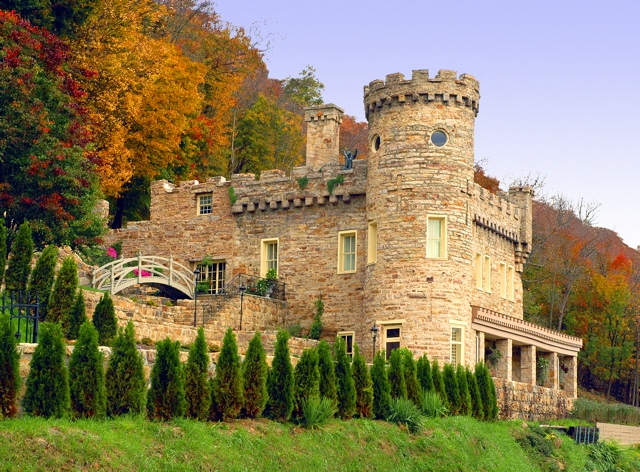
«Замок Беркли»

В городе находится 10 объектов, входящих в Национальный реестр исторических мест США:
- Коттедж судьи Райта (англ. Wright, Judge John W., Cottage, #86000896 (недоступная ссылка)).
- Железнодорожное депо (англ. Berkeley Springs Train Depot, #00001313 (недоступная ссылка)).
- Коттедж Сэмюэля Тейлора Сьюта, также известный как «замок Беркли» (англ. Suit, Samuel Taylor, Cottage, #80004035 (недоступная ссылка)).
- Дом Т. Доусона (англ. Dawson, T. H. B., House, #83003247 (недоступная ссылка)).
- Дом Джона Герберта (англ. Quick, John Herbert, House, #84003639 (недоступная ссылка)).
- Дом Слота-Хорна-Рассела (англ. Sloat-Horn-Rossell House, #84003643 (недоступная ссылка)).
- Исторический район города Бат (англ. Town of Bath Historic District, #09000245).
- Стаки-Хаус (англ. Stuckey House, #91000555 (недоступная ссылка)).
- Дом Кларенса Хоуермейла (англ. Hovermale, Clarence, House, #03000350 (недоступная ссылка)).
- Парк штата Беркли-Спрингс (англ. Berkeley Springs State Park, #76001943 (недоступная ссылка)).